# 两栖爬行动物学
两栖爬行动物学（英語：Herpetology），或稱兩棲爬虫動物學，动物学的一个分支，研究对象包括两栖动物（如青蛙，蟾蜍，蝾螈等），及爬行动物（如蛇，蜥蜴，鳄鱼等）。
研究两栖动物和爬行动物在全球生态中的作用对人类而言是十分有益的，特别是他们对环境变化十分敏感，能够对人类提供警示。

## 相关资料
- Kraig Adler (1989) Contributions to the History of Herpetology, Society for the study of amphibians and reptiles.